# Високо (громада)
Високо (хорв. і босн. Opština Visoko, серб. Општина Високо) — громада у Боснії і Герцеговині, розташована в Зеніцько-Добойському кантоні Федерації Боснії і Герцеговини. Адміністративним центром є місто Високо.
| Боснія і Герцеговина | Це незавершена стаття з географії Боснії і Герцеговини. Ви можете допомогти проєкту, виправивши або дописавши її. |